# St. Georg (Igensdorf)

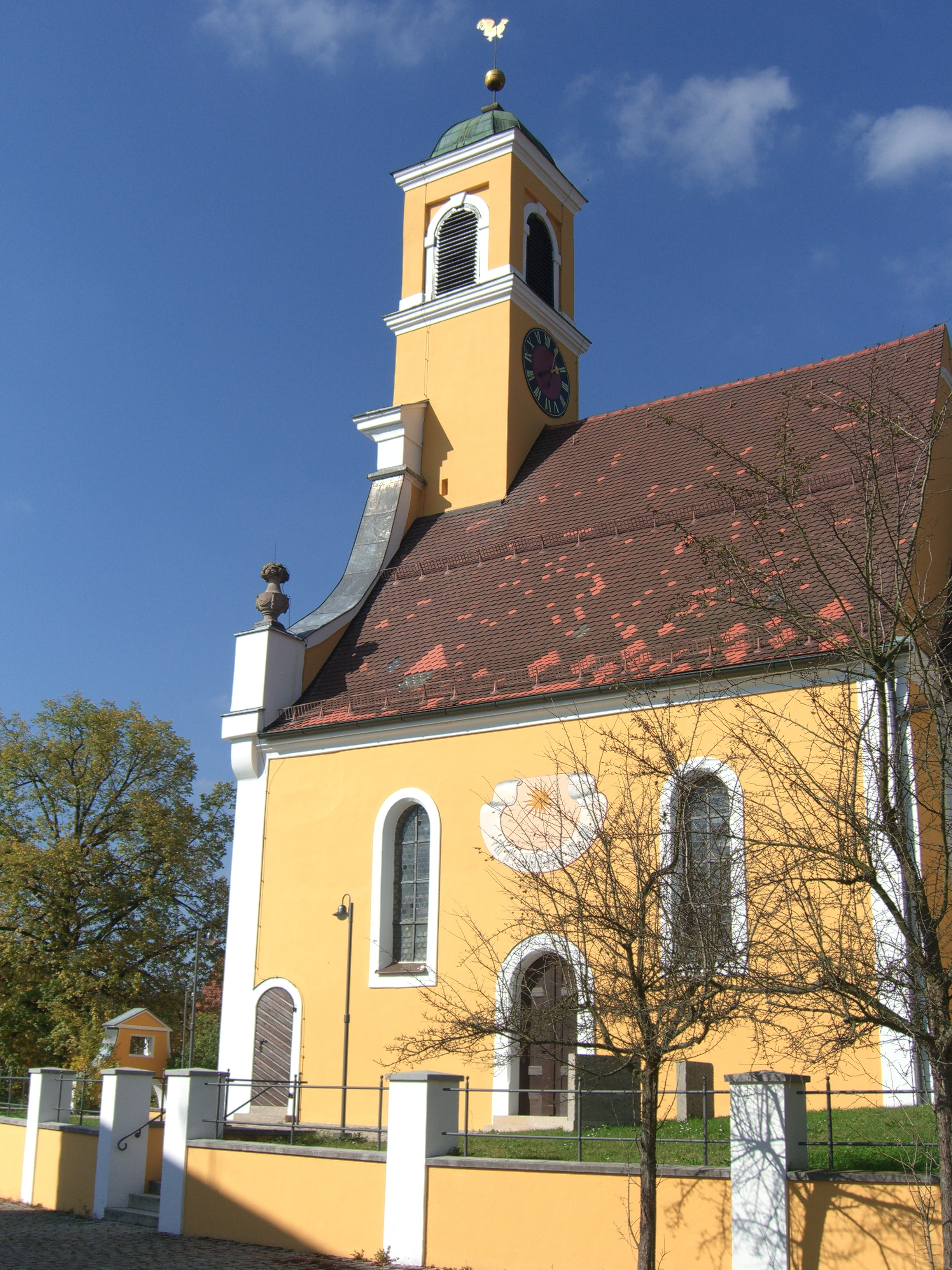
St. Georg (Igensdorf)

Die evangelische, denkmalgeschützte Pfarrkirche St. Georg steht in Igensdorf, einem Markt im Landkreis Forchheim (Oberfranken, Bayern). Das Bauwerk ist unter der Denkmalnummer D-4-74-140-2 als Baudenkmal in der Bayerischen Denkmalliste eingetragen. Die Kirchengemeinde gehört zum Evangelisch-Lutherischen Dekanat Gräfenberg im Kirchenkreis Nürnberg der Evangelisch-Lutherischen Kirche in Bayern.

## Beschreibung
Die barocke Saalkirche wurde nach der Zerstörung im Dreißigjährigen Krieg nach einem Entwurf von Johann Trost wieder aufgebaut und am 9. Oktober 1687 eingeweiht. An das mit einem Satteldach bedeckte Langhaus auf quadratischem Grundriss schließt sich im Osten ein eingezogener Chor mit 5/8-Schluss an. Die Fassade im Westen ist durch einen Risalit in der Mitte und Lisenen an den Ecken gegliedert. Im Schweifgiebel ist ein quadratischer, mit einer Glockenhaube bedeckter Dachreiter eingebunden, der die Turmuhr und darüber den Glockenstuhl beherbergt, in dem drei Kirchenglocken hängen. Die älteste Kirchenglocke stammt von 1895, die beiden anderen wurden 1949 von der Glockengießerei Grüninger hergestellt. Über dem Portal an der Südseite des Langhauses ist eine Sonnenuhr angebracht. Als Zugang für die Empore an der Südseite des Langhauses dient ein 1910 gebautes Treppenhaus. 
Die Orgel auf der Empore hat neun Register, ein Manual und ein Pedal und wurde 1882 von G. F. Steinmeyer & Co. gebaut. Im Chor steht der barocke Altar, der von korinthischen Säulen flankiert wird. Das Altarretabel von 1731 stellt eine Ölberggruppe dar. Die Kanzel und ihr achteckiger Schalldeckel sind am Chorbogen angebracht.